# Kona Bicycle Company
Kona Bicycle Company（コナ・バイシクル・カンパニー）は、アメリカ・ワシントン州ファーンデールとカナダ・ブリティッシュコロンビア州バンクーバーに拠点を置く自転車メーカー。
1988年にDan GerhardとJacob Heilbronの2名により設立された。
現在、メインの本社機能はアメリカオフィス側にあり、バンクーバーオフィスはカナダ国内の営業拠点となっている。